# Gruffydd ap Rhys ap Thomas
Gruffydd ap Rhys (1478 – 1521) (también conocido como Griffith Ryce en algunas fuentes inglesas) fue un noble galés. Él era el hijo de Sir Rhys ap Thomas, el gobernante de la mayor parte del suroeste de Gales, que ayudó a Enrique Tudor en su victoria en el campo de Bosworth en 1485 y de Efa ap Henry.

## Primeros años
En el reinado de Ricardo III la lealtad de su padre, Rhys ap Thomas, fue cuestionada por la casa de York, como también el apoyo que creció por Enrique de Richmond (más tarde Enrique VII de Inglaterra). Alrededor de la época de la usurpación de Ricardo y la rebelión de Buckingham en 1483, como una forma de mantener la lealtad de Rhys, Ricardo le exigió un juramento de lealtad y le exigió que le entregará a su hijo para que este en su propia custodia. Rhys le aseguró a Ricardo su lealtad, pero se negó a entregar a su hijo, que solo tenía cuatro o cinco años en ese tiempo.
Cuando Gruffydd era mayor se convirtió en un miembro del hogar del Príncipe Arturo Tudor. Enrique VII, tenía como objetivo que los hijos de padres poderosos e influyentes en el reino, se volvieran amigos de Arturo. Su padre fue uno de los hombres más poderosos de Gales después de la muerte de Jasper Tudor en 1495, por lo que él fue elegido para servir al joven príncipe. En ese momento Arturo tenía 9 años mientras que Gruffydd tenía 17 años, aunque no tardaron en hacerse amigos. 
Gruffydd y el príncipe Arturo parecían ser muy unidos -y se rumoreaba que ambos mantenían una relación homosexual-. Aunque la relación entre ambos no está comprobrada (y se cree que es solo un rumor), un sirviente afirmó haber visto salir a Gruffydd en altas horas de la noche de la habitación del príncipe.
En 1501, Gruffydd fue nombrado Caballero, y estuvo con Arturo cuando regresó a Ludlow con su nueva esposa joven, Catalina de Aragón, en diciembre de 1501.

## La muerte del príncipe
La muerte del príncipe Arturo en 1502, afectó profundamente a Gruffydd, y estuvo de duelo durante y después de la muerte de Arturo. Acompañó el cuerpo del Príncipe desde Ludlow, a su lugar de descanso final en Worcester. El siguiente registro contemporáneo que se cuenta de Gruffydd, es mientras viajaba con los "ricos carros", que llevaban el cuerpo del príncipe Arturo: "Con un hábito de luto, cabalgaba delante del caballo líder en un corcel negro, que llevaba el estandarte del príncipe".

## Últimos años
Gruffydd estuvo presente con el hermano menor de Arturo, el futuro Enrique VIII de Inglaterra, cuando Enrique viajó a Francia para el famoso Campo de la Tela de Oro en 1520. Se casó con Catherine St John, hija de John St John, que estaba relacionado con Margarita Beaufort hacia 1507 y tuvo un hijo: Rhys ap Griffith (1508-1531), que más tarde fue ejecutado por Enrique VIII por traición.
Gruffydd murió prematuramente en 1521 y su tumba fue colocada en la catedral de Worcester, donde el propio Arturo descansa. Murió antes del divorcio de Catalina de Aragón, y a diferencia de otros miembros de la familia de Arturo nunca tuvo que hacer declaraciones sobre la consumación de su matrimonio con Catalina. Su hijo y heredero Rhys ap Griffith fue menos afortunado. Se le consideraba una amenaza para el poder de Enrique y fue ejecutado por traición por cargos que se creen ampliamente falsos en 1531.